# Maranathakerk (Westkapelle)
De Maranathakerk is een kerkgebouw in Westkapelle, in gebruik door de Vrije Evangelische Gemeente Maranatha. De gemeente werd opgericht in 1973 en maakt als autonome gemeente deel uit van de Federatie van Vrije Evangelische Gemeenten. 

## Geschiedenis
In 1955 ontstonden moeilijkheden binnen de Hervormde Gemeente over de prediking, zowel binnen de kerkenraad als onder de gemeenteleden. In 1960 werd daarom de Hervormde Evangelisatie opgericht, deze aparte groep verzorgde eigen diensten in een verenigingsgebouw aan de markt van Westkapelle. Tijdens de daaropvolgende jaren werd er veel overleg gevoerd tussen deze groep en de hervormde gemeente. In 1970 werd er door de Hervormde Synode een compromisoplossing opgesteld, waarbij de Hervormde Evangelisatie werd opgeheven en de voormalige leden weer diensten bijwoonden in de Moriakerk. Een gedeelte van de voormalige Hervormde Evangelisatie was niet tevreden over de oplossing en zij belegde opnieuw aparte diensten vanaf juni 1972. Op 5 juni 1973 werd de vereniging Immanuël opgericht, die vanaf 1974 ook bekend werd als Vrije Evangelische Gemeente. Later werd hier de naam Maranatha aan toegevoegd. In 1977 werden een woonhuis en schuur gekocht aan de Koestraat, deze ruimte werd omgebouwd tot het huidige kerkgebouw. Voor het onderhouden van contacten met andere gemeenten werd besloten om deel te nemen aan de Federatie van Vrije Evangelische Gemeenten in Nederland dat werd opgericht in 1992. Aangesloten gemeenten blijven autonoom.
De kleine zaalkerk heeft ongeveer honderd zitplaatsen. Het orgel is gesitueerd op een galerij.